# Шірвена (футбольний клуб)
ФК «Шірвена» (лит. Futbolo klubas «Širvėna») — литовський футбольний клуб з Біржай, заснований у 1948 році. Домашні матчі приймає на «Центральному стадіоні», місткістю 1 000 глядачів.

## Сезони (2013—2019)
| Сезон | Рівень | Ліга               | Місце | Примітки |
| ----- | ------ | ------------------ | ----- | -------- |
| 2013  | 3.     | Друга ліга (Захід) | 3.    | [ 1 ]    |
| 2014  | 3.     | Друга ліга (Захід) | 6.    | [ 2 ]    |
| 2015  | 3.     | Друга ліга (Захід) | 1.    | [ 3 ]    |
| 2016  | 3.     | Друга ліга (Захід) | 7.    | [ 4 ]    |
| 2017  | 3.     | Друга ліга (Захід) | 2.    | [ 5 ]    |
| 2018  | 3.     | Друга ліга (Захід) | 8.    | [ 6 ]    |
| 2019  | X      | X                  | X     |          |

## Досягнення
- Друга ліга (Захід) чемпіонату Литви
  -  Чемпіон (1): 2015
  -  2-е місце (2): 2001, 2017.

## Кольори форми
Форма команди попередніх років
| 1991-2002 | 1991-2002 | 2003-2012 | 2013-2014 | 2015-2017 | 2018 | воротар 2018 |